# Sarcodexia welchi
Sarcodexia welchi är en tvåvingeart som först beskrevs av Hall 1930.  Sarcodexia welchi ingår i släktet Sarcodexia och familjen köttflugor.
Artens utbredningsområde är Florida. Inga underarter finns listade i Catalogue of Life.